# اتصال معکوس
اتصال معکوس (انگلیسی: Reverse connection)
یک اتصال معکوس (reverse connection) معمولاً برای گذشتن از محدودیت‌های فایروال در پورت‌های باز استفاده می‌شود. فایروال معمولاً اتصالات ورودی را روی پورت‌های باز غیر از ترافیک‌های خارجی متوقف می‌کند. در یک اتصال طبیعی، کامپیوتر(client) پورت‌هایی را برای اتصال سرور باز می‌کند. متداول‌ترین راه برای اتصال معکوس گذشتن از فایروال و محدودیت امنیت روترها است.
برای مثال، یک درپشتی (backdoor) روی پشت کامیپیوتر اجرا می‌شود، فایروال به راحتی اتصالات ورودی را به راحتی برای اتصالات خروجی به اتصال میزبان در اینترنت مسدود می‌کند. اولین باری که اتصال برقرار می‌شود اتصال از راه دور میزبان می‌تواند دستورها را برای در پشتی بفرستد. ابزارهای مدیریت از راه دور (remote administrator tools = RAT) از یک اتصال معکوس معمولاً برای ارسال بسته‌های کنترل انتقال پروتکل (SYN) برای آیپی آدرس میزبان استفاده می‌شود. میزبان به پکت‌های کنترل انتقال پروتکل (SYN) گوش می‌دهد و اتصال دلخواه را قبول می‌کند.
اگر یک کامپیوتر درحال ارسال پکت‌های کنترل انتقال پروتکل (SYN) یا درحال متصل شدن به یک کامپیوتر میزبان(client) باشد، اتصال می‌تواند توسط دستور شبکه کشف شود یا توسط شنونده پورت (port listener) مثل «پورت‌های فعال». اگر اتصال به اینترنت بسته، قطع شد و درخواست هنوز برای اتصال به میزبان تلاش می‌کند می‌تواند به دلیل آلوده شدن به ویروس (malware) باشد. کیلاگر (keylogger) و بقیه بدافزارها برای اولین باری که نصب می‌شوند سخت قابل شناسایی هستند. چون در هر اتصال فقط یک بار متصل می‌شوند. توجه داشته باشید پکت‌های کنترل انتقال پروتکل (SYN) لزوماً به معنی زنگ خطر نیستند، چون آن‌ها قسمت استانداردی از همهٔ اتصالات (TCP) هستند.
استفاده‌های درستی هم برای اتصالات معکوس هست، برای مثال اجازه دادن به میزبان پشت فایروال (NAT) برای دسترسی ادمین. این میزبان‌ها به‌طور معمول آیپی آدرس عمومی ندارند و باید یا انتقال پورت (port forward) در فایروال باشد یا بازکردن اتصال معکوس برای متصل شدن به آدمین سرور مرکزی.